# André Six
André Six (n. 15 iulie 1889, Lambersart, Nord-Pas-de-Calais, Franța – d. 1 aprilie 1915, Chelles, Île-de-France, Franța) a fost un înotător francez, medaliat olimpic. A participat la o ediție a Jocurilor Olimpice (1900) în care a câștigat o medalie de argint.

## Participări
Lista de mai jos prezintă principalele competiții la care a participat André Six de-a lungul carierei.
- natation aux Jeux olympiques d'été de 1900 – nage sous l’eau hommes[*]